# Nilo Peçanha (miasto)
Nilo Peçanha – miasto i gmina w Brazylii, w stanie Bahia. Znajduje się w mezoregionie Sul Baiano i mikroregionie Valença.